# フォード郡 (テキサス州)
フォード郡（フォードぐん、英: Foard County）は、アメリカ合衆国テキサス州の北部に位置する郡である。2010年国勢調査での人口は1,336人であり、2000年の1,622人から17.6%減少した。郡庁所在地は郡内唯一の法人化自治体であるクロウェル市（人口948人）であり、同郡で人口最大の都市でもある。郡は州内に46あった禁酒郡（ドライ）の1つだったが、2006年5月の住民投票で、アルコール飲料の販売が認められた。

## 地理
アメリカ合衆国国勢調査局に拠れば、郡域全面積は708平方マイル (1,833.7 km2)であり、このうち陸地707平方マイル (1,831.1 km2)、水域は1平方マイル (32.6 km2)で水域率は0.14%である。

### 主要高規格道路
- アメリカ国道70号線
- テキサス州道6号線

## 観光地
- カッパーブレイクス州立公園、ピース川に近く、クロウェル市の北約8マイル (13 km)、アメリカ国道70号線に近い。隣接するハードマン郡に入っている。
- コマンチ・スプリングス天文学キャンパス、クロウェル市の西約10マイル (16 km)、アメリカ国道70号線に近い。クロウェル市に本拠を置く芸術と科学のための3河川基金が運営している。

### 隣接する郡
- ハードマン郡 - 北
- ウィルバーガー郡 - 東
- ベイラー郡 - 南東
- ノックス郡 - 南
- キング郡 - 南西
- コットル郡 - 西

## 人口動態
以下は2000年の国勢調査による人口統計データである。
| 基礎データ - 人口: 1,622人 - 世帯数: 664 世帯 - 家族数: 438 家族 - 人口密度: 1人/km2（2人/mi2） - 住居数: 850軒 - 住居密度: 0軒/km2（1軒/mi2） 人種別人口構成 - 白人: 84.16% - アフリカン・アメリカン: 3.27% - ネイティブ・アメリカン: 0.62% - アジア人: 0.18% - その他の人種: 10.23% - 混血: 1.54% - ヒスパニック・ラテン系: 16.34% 年齢別人口構成 - 18歳未満: 25.8% - 18-24歳: 5.8% - 25-44歳: 22.3% - 45-64歳: 22.9% - 65歳以上: 23.1% - 年齢の中央値: 42歳 - 性比（女性100人あたり男性の人口） - 総人口: 86.4 - 18歳以上: 85.1 | 世帯と家族（対世帯数） - 18歳未満の子供がいる: 29.1% - 結婚・同居している夫婦: 54.1% - 未婚・離婚・死別女性が世帯主: 9.5% - 非家族世帯: 34.0% - 単身世帯: 31.8% - 65歳以上の老人1人暮らし: 19.3% - 平均構成人数 - 世帯: 2.38人 - 家族: 3.02人 収入と家計 - 収入の中央値 - 世帯: 25,813米ドル - 家族: 34,211米ドル - 性別 - 男性: 21,852米ドル - 女性: 16,450米ドル - 人口1人あたり収入: 14,799米ドル - 貧困線以下 - 対人口: 14.3% - 対家族数: 9.9% - 18歳未満: 14.5% - 65歳以上: 16.2% |

## 都市と町
- クロウェル - 郡庁所在地
- サリア